# Juan Nepomuceno González de León
Juan Mepomuceno González de León (1745-1781), escritor, biógrafo, historiador y bibliógrafo español de la Ilustración.

## Biografía
Fue canónigo de Sevilla, bibliotecario de la Colombina, supernumerario de la Real Academia de Buenas Letras de Sevilla y amigo del ilustrado Cándido María Trigueros, de quien editó El poeta filósofo. Él mismo escribió un Elogio del Doctor Don Josef Cevallos leído el 5 de noviembre de 1779 en la Real Academia Sevillana de Buenas Letras a la que pertenecía y una biografía aún inédita sobre el humanista y poeta Juan de Mal Lara y dejó unos apuntes para la composición de una Biblioteca sevillana que se conservaba entre los papeles de Santiago Montoto. Su familiar Antonio González de León escribió una Breve noticia del patriarca arzobispo de Valencia don Juan de Ribera..., Sevilla, 1797.